# 케이블랩스

케이블랩스(CableLabs 또는 Cable Television Laboratories, Inc.)는 미국 케이블 사업자가 1988년에 설립한 연구 개발 연구소로서 혁신을 추진하는 비영리 기업이다. 전 세계의 시스템 운영자가 회원이 될 수 있다.
케이블 인터넷 접속을 위한 DOCSIS 표준은 처음으로 케이블랩스와 애리스, 빅밴드 네트웍스, 브로드컴, 시스코, 컴캐스트, 커넥선트, Correlant, 콕스, 하모닉(Harmonic), 인텔, 모토로라, 넷기어, Terayon, 타임 워너 케이블 및 텍사스 인스트루먼트를 포함한 기여 회사에 의해 개발되었다.

## 같이 보기
- 케이블 모뎀